# Chase A. Clark
Chase Addison Clark, född 20 augusti 1883 i Amo, Indiana, död 30 december 1966 i Boise, Idaho, var en amerikansk demokratisk politiker och domare. Han var guvernör i delstaten Idaho 1941–1943. Han var yngre bror till Barzilla W. Clark.
Clark studerade juridik vid University of Michigan Law School utan att avlägga någon examen. Han inledde 1904 sin karriär som advokat i Idaho. Mellan 1933 och 1936 tjänstgjorde Clark som borgmästare i Idaho Falls.
Clark efterträdde 1941 C.A. Bottolfsen som guvernör och efterträddes två år senare av företrädaren Bottolfsen. President Franklin D. Roosevelt utnämnde i februari 1943 Clark till en federal domstol i Idaho och utnämningen godkändes av USA:s senat i mars samma år. Clark tillträdde domarbefattningen den 10 mars 1943 och tjänstgjorde som domstolens chefsdomare 1954–1964.
Presbyterianen och frimuraren Clark avled i en ålder av 83 år i Boise och gravsattes på Rose Hill Cemetery i Idaho Falls.